# Pedaria ovata
Pedaria ovata är en skalbaggsart som beskrevs av Antoine Boucomont 1922. Pedaria ovata ingår i släktet Pedaria och familjen bladhorningar. Inga underarter finns listade i Catalogue of Life.